# 珀特尔斯多夫
珀特尔斯多夫是奥地利布尔根兰州马特斯堡县的一个市镇。总面积7.86平方公里，总人口638人，人口密度81.2人/平方公里（2001年）。